# Czesław Minkus
Czesław Teofil Minkus (ur. 27 kwietnia 1957 w Lesznie) – polski muzyk, kompozytor, a także autor projektów muzyczno-medialnych, filmowych i teatralnych. Zajmuje się twórczością w obszarach współczesnej muzyki elektro-akustycznej, elektronicznej, eksperymentalnej, muzyki improwizowanej oraz sztuki audio-wizualnej.

## Życiorys
Od 1975 roku bierze udział w koncertach, wystawach i pokazach działań interdyscyplinarnych na festiwalach, przeglądach oraz sympozjach poświęconych sztuce najnowszej w kraju i za granicą. (m.in. Holandia, Francja, Anglia, Niemcy, Irlandia, Węgry, Włochy, Hiszpania, Czechy, Kanada, Norwegia).
Jest członkiem – Polskiego Towarzystwa Muzyki Współczesnej (PTMW), Związku Polskich Artystów Plastyków (ZPAP), Polskiego Stowarzyszenia Muzyki Elektroakustycznej (PSeME).
Specjalizuje się w poszukiwaniach wzajemnych relacji pomiędzy obrazem i dźwiękiem oraz innymi przejawami różnorodnych form wyrazu w potencjalnych przestrzeniach komunikacyjno-medialnych.Szukając kontekstów i napięć między tymi światami, komponuje cykle swoich koncertów – pokazów.
W trans-medialnych prezentacjach wykorzystuje narzędzia i technologie (od tradycyjnych po najnowsze) dające optymalne możliwości połączenia sztuki wizualnej, fonicznej, performatywnej i innych, kreując wyrafinowane, wielkowymiarowe kompozycje.
Realizuje również specyficzne zapisy partyturowe (graficzne, przestrzenne, foto, wideo, a także biofizyczne)
W swoich kompozycjach posługuje się m.in. takimi formami jak: koncert muzyczno-medialny, teatr dźwięku, sound-performance,  instalacja audio-wizualna, art film, projekty sieciowe net-art. Występuje też z koncertami solowymi grając na trąbce i instrumentach elektronicznych z użyciem m.in. MIDI sterowników, procesorów brzmień, komputerów, interaktywnych emisji świetlnych, zintegrowanych projekcji video oraz innych przestrzennych instalacji i obiektów audio-wizualnych.
Ważnym aspektem w części kompozycji jest odkształcanie dźwięków zarówno w sposób akustyczny – (poprzez zestawy rur, płyt metalowych, a także wnętrz o charakterystycznej akustyce) – jak i elektroniczny. Dźwięk trąbki często poddawany jest różnorodnym transformacjom zbliżającym go do medium elektronicznego.
Tworzy również muzykę do projektów przestrzenno-architektonicznych, wizualnych, baletowych, filmu i teatru.
Współpracował z trębaczem i kompozytorem Tomaszem Stańko – tworząc w 1984 roku Specjalny Multimedialny Quintet (real. Teatr Stu, Kraków). Okresowo współpracuje również z innymi muzykami  (m.in. Michałem Urbaniakiem, Olgą Szwajgier, Agatą Zubel, Józefem Skrzekiem, Leszkiem Żądło, Joachimem Menclem, Markiem Chołoniewskim, Janem Pilchem, Janem Peszkiem, i in.) z kręgów  –  muzyki elektro-akustycznej i elektronicznej, teatru dźwięku, nowego jazzu,  muzyki improwizowanej, oraz wieloma artystami działającymi w innych dziedzinach sztuk medialnych.
Przez pewien czas (1981-86) zajmuje się także oddziaływaniami psychologicznymi (art-terapia, muzykoterapia, hipnoterapia, inne.) prowadząc m.in. sesje w ośrodku uzależnień w Sokolnikach pod Łodzią oraz w Punkcie Konsultacyjnym przy Klinice Neurologii UJ w Krakowie.
W roku 1983 zawiązuje otwartą formację – Space Light Orchestra (SLO). Następnie w 2000 roku powołuje do istnienia –  Music Media Art Ensemble (MMAE), a w 2009 roku – MINKUS-TMAexplorers, zapraszając do współpracy – w zależności od specyfiki poszczególnych projektów – muzyków, artystów medialnych i innych wykonawców.
W 2006 zakłada fundację – Trans Media Art Centrum (TMAC).
W 2009 i 2014 był stypendystą Ministra Kultury i Dziedzictwa Narodowego w dziedzinie – muzyka.
W 2019 został odznaczony Srebrnym Medalem „Zasłużony Kulturze Gloria Artis” oraz otrzymał Nagrodę Okolicznościową Ministra Kultury i Dziedzictwa Narodowego. W 2020 otrzymał Medal Stulecia Odzyskanej Niepodległości za 45-letnią działalność twórczą. W 2021 r. zostaje mu nadany Medal Honorowy za Zasługi dla Województwa Małopolskiego w dziedzinie Kultura. W 2022 r. – Przyznanie Małopolskiej Nagrody Twórczości „w uznaniu za całokształt działalności twórczej”. W 2022 został odznaczony Krzyżem Kawalerskim Orderu Odrodzenia Polski „za wybitne zasługi w pracy twórczej i działalności na rzecz rozwoju i promowania polskiej sztuki współczesnej”. W 2023 otrzymał Nagrodę Miasta Krakowa w dziedzinie kultura i sztuka.

## Wybrane realizacje od 1990 r.
1990:
- AVE Festiwal – wykonanie kompozycji przestrzenno-muzycznej – "TRANSMUTATIONS-I"  na trąbkę solo, taśmy, oraz instalację dźwiękowo-aktywnych płyt metalowych z systemem  mikorfonowo-emisyjnym  – Galeria OCEAAN – Arnhem, Holandia (1990)

1991:
- 25 lecie Teatru STU – realizacja koncertu  „TRANSMUTATIONS I” / wers.2/  – Teatr Stu, Kraków.

- WALGAMEDIOS – pokaz dokumentacji video „T-I” – Galeria deArte  Walgamedios – Madryt, Hiszpania.

- AVE Festival – wykonanie kompozycji Audio Visual Art -„FIGURES of LIGHT” na trąbkę solo przetwarzaną  elektronicznie, oraz zintegrowaną instalację przebiegów laserowych – Centrum Willemen – Arnhem, Holandia.

- WRO Festiwal – realizacja „FIGURES of LIGHT wers 2” – Ośrodek Grotowskiego – Wrocław.

1992:
- NEW VISION Festiwal – przedstawienie  dokumentacji video „T-I” –  Glasgow, Szkocja.

- Salon ZPAP – prezentacja triady „RED TRANSFORMATION” – Pawilon BWA – Kraków.

- Art-Vis-a-Vis-Art. Festival – realizacja kompozycji przestrzenno-muzycznej „TRANSMUTATIONS-II” na trąbkę solo, taśmy, oraz instalację akustycznie aktywnych obiektów metalowych o specyfice rurowej (aerofony) z systemem mikrofonowo- emisyjnym – Galeria Miejsce Zda/e/rzeń – Chełm.

- Festiwal of Visual Arts  MEDIAWAVE `92 – pokaz dokumentacji video „T-I” – Gyor, Węgry.

- udział w projekcie  –  „Konnen die deutsche intelektuelle die welt retten ?”-Verbandwahlschiften Gallerie – Kassel, Niemcy.

1993:
- Koncert-spektakl „13 Satysfakcja”  – scenografia, oraz realizacja performance „PRZEMIESZCZANIE ZŁOTEJ OSI” – Studio Widowisk Artystycznych TV – Kraków.

- Festival of Visual Arts – MEDIAWAVE`93 – wykonanie kompozycji przestrzenno – muzycznej „TRANSMUTATIONS -II” – Gyor, Węgry.

- WALGAMEDIOS – prezentacja dokumentacji video „T-II” – Galeria Walgamedios – Madryt, – Hiszpania.

- „Współrzędne 19o 57,6`E + 50o3,9`N” – realizacja instalacji „TSUNAMI”, oraz „KOLUMNA01” Mikołajska  20 – Kraków.

- FORT SZTUKI – wykonanie  kompozycji  przestrzenno-muzycznej „TRANSMUTATIONS-II” oraz instalacji „KOLUMNADA” – Fort Św. Benedykta – Kraków.

- SZTUKA NIEOBECNA – przedstawienie audio video instalacji „T-MULTIPLE” – Galeria „ON” – Aula  PWSSP – Poznań.

1994:
- Festiwal „JOHN CAGE I CO DALEJ ?” – wykonanie kompozycji „TRANSMUTATIONS-II” – Międzynarodowe Centrum Sztuki – Poznań.

- Festival „MONITOR POLSKI” WRO – realizacja spektaklu muzyczno – medialnego ”SPH. PUNCTATUS – wers.I” na trąbkę przetwarzaną elektronicznie, taśmę, video partyturę oraz ruch baletowy – (Iliana Alvarado – taniec / CzeT Minkus – trąbka, elektronika,) – Studio TV  – Wrocław.

- Międzynarodowe Sympozjum „SZTUKA, NAUKA, TECHNIKA, ESTETYKA”- wykonanie „SPH.PUNCTATUS – wers.II”  – Pawilon  BWA – Kraków.

- Festiwal AUDIO ART – prezentacja kompozycji „RELACJE- 01” na trąbkę przetwarzaną elektronicznie i video partyturę  (CzeT Minkus – trąbka / Marek Chołoniewski – przetworzenia dźwięku)  – Goethe Institut – Kraków.

1995:
- Festiwal „PERFORMANCE POLSKI”- wykonanie „SPH.PUNCTATUS – wers.III” – Teatr Rondo – Słupsk.

- Festiwal „SPOTKANIA KRAKOWSKIE X” –  realizacja kompozycji medialno-muzycznej „MUSIC for DALMATIANS” na trąbkę przetwarzaną elektronicznie, kwartet smyczkowy odtwarzający partyturę tworzoną w czasie rzeczywistym przez ruchy 7 dalmatyńczyków w opisanej przestrzeni (wybiegu-planszy) oraz integralne projekcje video – Pawilon BWA –  Kraków. Festiwal „SPOTKANIA KRAKOWSKIE X” prezentacja kompozycji przestrzenno – muzycznej /audio-instalacja/  na 16 głośników i taśmy – „TIME SYMPHONY” – Pawilon BWA –  Kraków.

- FORT SZTUKI – pokaz kompozycji przestrzenno-muzycznej /audio-instalacja/ z cyklu „TIME SYMPHONY  – Odwracanie” – na głośniki i taśmy – Fort Św. Benedykta – Kraków.

1996:
- POST SOUND ART – Intermedia – Triskel Arts Centre  – przedstawienie  audio-video instalacji „T-MULTIPLE” – Cork, Irlandia.

- STOCZNIA GDAŃSKA – realizacja „TRANSMUTATIONS – II” na trąbkę solo – wewnątrz monumentalnych, metalowych obiektów o charakterystyce rurowej – przestrzeń Stoczni Gdańskiej, oraz TV-Gdańsk.

- Produkcja autorskiego filmu muzycznego „APOCALYPSIS – VII Transmutacji” – w studiach TVP-Warszawa i Gdańsk, oraz utworów muzycznych „VII-Transmutacji” na trąbkę solo przetwarzaną elektronicznie w Studio Muzyki Experymentalnej Polskiego Radia w Warszawie (współpr. Yach Paszkiewicz, Tadeusz Sudnik) – emisje na antenie programu 2 – TVP.

- WRO – MONITOR POLSKI – projekcja filmu „APOCALYPSIS – VII Transmutacji” zrealizowanego dla  TVP Pr.2 – Teatr na  Świebodzkim – Wrocław.

- FORT SZTUKI – realizacja kompozycji z cyklu Audio Visual Art- „Gra gra GRA ” na trąbkę przetwarzaną elektronicznie, (procesory dźw. Midi sterowniki) interaktywny system wyzwalania materiałów dźwiękowych (ruchy wykonywane w strefie światłoczułej – na punktowo oświetlonej planszy-partyturze), piony graficznych partytur, oraz integralne projekcje video  – Teatr Groteska – Kraków.

1997:
- MEDIA  ART BIENNALE – WRO’97 – projekcja autorskiego filmu 14’ „APOCALYPSIS – VII Transmutations  wers. II”  (Pr.2- TVP) – Teatr na Świebodzkim – Wrocław.

1998:
- INTERNATIONALES BODENSEE – FESTIVAL -KULTUR AUS POLEN.   – „Zeit und bewegung”- wykonanie kompozycji z cyklu Audio Visual Art -„Spiel spiel SPIEL” /na trąbkę przetwarzaną  elektronicznie, interaktywny – planszowy system wyzwalania materiałów dźwiękowych, przemieszczane figury partyturowe i integralne projekcje video oraz pokaz dokumentacji fotograficznej i partytur muzycznych –  KUNSTVEREIN – Friedrichshafen, Niemcy.

1999:
- BERGENHUS 99 KUNSTFESTNING – BERGEN 2000 KRAKÓW – prezentacja kompozycji muzyczno – medialnej „Play play PLAY” – na trąbkę przetwarzaną elektronicznie, taśmy, partyturę-plansze z interaktywnym systemem dźwiękowo-świetlny, przemieszczane obiekty-figury (3 Penguins) oraz zintegrowane projekcje live-video – Bergen, Norwegia.

2000:
- FORT SZTUKI – KRAKÓW 2000 – realizacja kompozycji muzyczno-medialnej „TO WALK” na wieloekranowe projekcje video-partytur, taśmę i zespół instrumentów elektroakustycznych MMAE (CzeT Minkus – trąbka, ewi, elektronika / Krzysztof Suchodolski – wiolonczela, syntezator, sample) – Klub  Plastyków  MIASTO KRAKOFF – Kraków.

- ART & BEAT – Red Bull – prezentacja kompozycji Audio Visual Art – „ATHLETICS” z udziałem zespołu kulturystów, zintegrowanych rejestracji i projekcji live-video, oraz MUSIC MEDIA ART ENSEMBLE (Cz.T.Minkus-trąbka, ewi, elektronika, M.Czarnecki – elektroniczna perkusja, sample, B.Mizerski-kontrabas, M.Stroiny-gitara,M.Koval -syntezatory) – Klub Plastyków MIASTO KRAKOFF – Kraków.

- MARATON AUDIO ART – wykonanie kompozycji muzyczno medialnej „TO WALK” na wielomonitorowe projekcje video-partytur, taśmę audio i zespół instrumentalny – Music Media Art Ensemble (Cz.T.Minkus-trąbka, ewi, elektronika, K.Suchodolski- wiolonczela, syntezator, sample, B.Mizerski-kontrabas) – Klub Związków Twórczych OKiS – Wrocław.

- FESTIWAL AUDIO ART – prezentacja kompozycji muzyczno-medialnej „TO WALK” na wielomonitorowe projekcje video-partytur, taśmę audio i  zespół instrumentalny – Music Media Art Ensemble (Cz.T.Minkus-trąbka, ewi, elektronika, K.Suchodolski – wiolonczela, syntezator, sample, M.Czarnecki-instrumenty perkusyjne, syntezator rytmiczny) Centrum Sztuki Współczesnej  ZAMEK UJAZDOWSKI – Warszawa.

2001:
- FORTRESS OF ART – wykonanie „TO WALK” – MMAE (Cz.T.Minkus-trąbka, syntezator rytmiczny, elektronika, / K.Suchodolski-wiolonczela, syntezator, sample,) – Temple Bar Gallery  – Dublin, Irlandia.

- Realizacja kompozycji muzyczno-medialnej „FLASHBACKS” na zintegrowaną potrójną projekcję video sampli – pamięciowych wycinków autora oraz kwartet elektro- akustyczny MMAE (O.Szwajgier-wokalizy, Cz.T.Minkus-trąbka, elektronika, M.Krzyżanowski-wiolonczela, J.Pilch-perkusja) – Galeria Sztuki Współczesnej BUNKIER SZTUKI – Kraków.

2002:
- SCENA X – wykonanie kompozycji muzyczno-medialnej  „FLASH BX4”  na zintegrowaną panoramiczną projekcję  a.v. sampli  (video-score) oraz zespół (live elektro-acustic music) MMAE  (Cz.T.Minkus-trąbka, elektronika, sample, W. Konikiewicz-piano, syntezator, T.Sudnik-live electronic, J.Pilch-perkusja,) – Teatr Wielki – Łódź.

- Festiwal Contemporary Europe Project NOWA FABRYKA – Paris – Cracovie – prezentacja kompozycji muzyczno-medialnej „TO WALK” na zintegrowane wieloekranowe projekcje wideo-partytur, taśmę audio oraz zespół wykonawców (elektro-akust.) MMAE (Cz.T.Minkus-trąbka, syntezator rytmiczny, elektronika, / K.Suchodolski-wiolonczela, syntezator, sample,).- LE LAVOIR MODERNE PARISIEN & LE THEATRE 347 – Paryż.

- Festiwal Contemporary Europe Project NOWA FABRYKA – Paris – Cracovie – wykonanie kompozycji audio visual art – „FLASH BX2” –  na zintegrowane wieloekranowe projekcje komputerowo edytowanych materiałów wideo (sample a.v.) oraz elektro-akust. zespół instrumentalny  MMAE (Cz.T.Minkus-trąbka, ewi, elektronika, sample, / M.Wilczyński-theremin, syntezator perkusyjny) – Centrum Sztuki SOLVAY – Kraków.

2003:
- Festiwal NIPAF / SFS – realizacja koncertu muzyczno-medialnego „FLS-BX wers.” na trąbkę solo przetwarzaną elektronicznie, EWI, Morpheus- synthesiser, live mix sound tracks, oraz panoramiczne, wielokanałowe projekcje video samples  – Galeria KRZYSZTOFORY – Kraków.

2005:
- FILMY NIEME Z MUZYKĄ NA ŻYWO  cykl w -S4-  „Zagłada domu Usherów” według E.A. Poe reż. Jean Epstein – 1928 r. z muzyką ensemble w składzie: M. Chołoniewski – elektronika, głos, Cz. T. Minkus-trąbka, elektronika, R. Mazur – gitara basowa, T. Chołoniewski – instr. perkusyjne. Kraków.

- VILLES ANCIENNES / ART NOUVEAU – Kraków a’ Quebec  – prezentacja komp. muzyczno-medialnej „FLASH BX5“ na wielokanałowe przestrzenne emisje filmowe (video-scores) oraz Quintet elektro-akustyczny MMAE (Cz.T.Minkus-trąbka, elektronika, sample, M.Belanger-gitara el, P.Mazur-gitara akust, F.Desroches-syntezator, F.Labrasseur-instrumenty perkusyjne) – Galerie ROUJE – Quebec, Kanada.

2009:
- Realizacja kompozycji  „NH’49-’09 /miasto idealne – epicentre urban song/ ” (Stypendium MKiDN) – na projekcje komputerowo edytowanych archiwalnych dokumentów filmowych związanych z historią i unikatową przestrzenią miejską Nowej Huty (video-partytury), oraz MINKUS-TMAexplorers  w składzie: Cz.T.Minkus–el-trąbka, elektronika, sample, D.Bieńczycki–syntezatory, el-skrzypce, R.Mazur-gitara basowa, F. Mozul-perkusja,  /Nowohucki Festiwal Filmowy / – Barbakan – Kraków,  oraz Kino SFINKS – Nowa Huta.

2010:
- Realizacja projektu muzyczno-transmedialnego „ChopiNOWE IMPRESJE”  na który składają się 3 animowane filmy muzyczne (współpr. M.Wojciechowski) z udziałem muzyków: CzeT Minkus–el. trąbka, elektronika, sample, kompozycja i produkcja muzyczna, Michał Urbaniak–el. skrzypce, sekwencje rytmiczne, Łucja Czarnecka – wokalizy, Sławek Zubrzycki – fortepian.

- Wykonanie koncertowe kompozycji „ChopiNOWE IMPRESJE” part I & part II – muzyka na żywo z projekcjami filmowymi /video scores/ – MINKUS-TMAexplorers, w opcjonalnym składzie /Cz.T.Minkus-el.trąbka, elektronika, sample, R.Mazur – gitara basowa, R.Drewniany – laptop, sample, K.Janicki – perkusja (film samples – M.Urbaniak-el.violin, S.Zubrzycki-piano) / – Centrum Sztuki SOLVAY – Kraków.

2011:
- Prezentacja utworu muzyczno – medialnego na trąbkę el. solo oraz projekcje video – stores „Music for Dogs ‘5” –Gadający Pies- Klub Piękny Pies 2 – Kraków.

2013:
- 100-lecie SZTUKI HAŁASÓW LUIGI RUSSOLO – Orkiestra ElektroNova – Centrum Sztuki Solvay – Kraków.

- Realizacja i prawykonanie autorskiego spektaklu muzyczno – trans-medialnego „DREAMS MUSIC’13”  dofinansowanego ze środków Ministra Kultury i Dziedzictwa Narodowego w ramach programu „Kolekcje”  – priorytet „Zamówienia kompozytorskie”, realizowanego przez Instytut Muzyki i Tańca.   Kompozycja na elektro – akustyczną orkiestrę /MINKUS-TMAexplorers/, wokalizy, głosy, naukowca,  aktora i wieloaktorkę, obiekty – instalacje sceniczne oraz projekcje filmowe, świetlne i audio.  /CzeT Minkus, Agata Zubel, Jan Peszek, Jerzy Vetulani, Monika Frajczyk,   Dominika Majewska, Sthephanie Jaskot, Marek Chołoniewski, Leszek HeFi Wiśniowski,  Andre Ground II, Marcin Oleś, Michał Gorczyca, Jan Pilch, Mariusz Czarnecki,   Krzysztof Suchodolski, Przemek Świda, Popesz Lang,/  Organizator: Trans Media Art Centrum.  Prezentacja: Małopolski Ogród Sztuki – TEATR im. Juliusza Słowackiego w Krakowie.

2014:
- Stypendium Ministra Kultury i Dziedzictwa Narodowego  w dziedzinie – muzyka.  Realizacja i prawykonanie autorskiego  spektaklu muzyczno – transmedialnego „EUROPA TRAIN SCORE”  na elektro – akustyczną orkiestrę /MINKUS-TMAexplorers/, grupy baletowe i performerskie,  obiekty – instalacje sceniczne oraz projekcje filmowe,świetlne i audio 3D. /CzeT Minkus,   Józef Skrzek, Adam Pierończyk, Marek Chołoniewski, Michał Dymny, Marcin Oleś, Jan Pilch,  Jakub Rutkowski, Wiktor Krzak, Michał Gorczyca, Popesz Csaba Lang, Paweł Weremiuk,   Piotr Madej, Andrzej Czoper, Ada Bystrzycka, Grupa Art Color Balet, Grupa aktorsko-performerska/   Organizacja: Trans Media Art Centrum, Krakowskie Biuro Festiwalowe, Miasto Ogrodów w Katowicach.  Prezentacja: Festiwal Muzyki Filmowej – Małopolski Ogród Sztuki /Teatr im. Juliusza Słowackiego w Krakowie,   Ars Independent Festival – Pałac Młodzieży w Katowicach.

- MISTERIUM DNIA ZADUSZNEGO /Aleksandra Poniszowska – sopran, Beata Mańkowska – alt, Elżbieta Skrzek – śpiew, Henryk Botor – organy piszczałkowe,  Czesław Minkus – trąbka, Józef Skrzek – el-instrumentarium, śpiew, kompozycja,  ks. Stanisław Puchała – słowo/  – Bazylika oo. franciszkanów w Katowicach-Panewnikach.
- 2017:
- IMMERSION 717 /Worst Sounds Ever 3/  m.in. z Marek Chołoniewski, Bożena Boba-Dyga, Pussy Mantra, - Centrum Sztuki Współczesnej SOLVAY – Kraków.
- CzeT MINKUS & PUSSY MANTRA – realizacja i prawykonanie kompozycji muzyczno – transmedialnej /CzeT Minkus – komp. dyrygentura, trąbki, sampler, instr. elektroniczne, Marta Nawrot – komputer, instr. elektroniczne, Jagoda Wójtowicz – komputer, instr. elektroniczne, Nastia Vorobiowa – komputer, instr. elektroniczne, oraz Paweł Mazur – VJ./ - Kino KIJÓW. CENTRUM – Kraków.
- 2018:
- IV Krakowski Festiwal AkordeoNOWY – Multiinstrumentalny Kolektyw GrupLab > Koncert – widowisko w wyk. Bożena Boba-Dyga, Marek Chołoniewski, Chris Bevan, Chris Cutler, Simon Holden, Irena Emilewicz, Marcin Gruba, Artur Lis, Piotr Madej, Dariusz Mazurowski, CzeT Minkus, Myroslaw Trofymuk, i in.  Akordeoniści: Mateusz Dudek, Jacek Kopiec, Piotr Krzaczkowski, Wiesław Ochwat, Maciej Zimka.  Melorecytacje autorskich tekstów: Ewa Sonnenberg.  Koncert finałowy – Sala Koncertowa Akademii Muzycznej w Krakow
- 2019:
- Udział w Wystawie Małych Form Malarskich „MAŁY FORMAT 2019” – Wyróżnienie Honorowe ZPAP OK,  za obraz „Alchemia miejsca i czasu (Fraustadt)” – Galeria Sztuki RAVEN w Krakowie.
- Plener malarsko – rzeźbiarski nad Jeziorem Sławskim LUBIATÓW 2019 – wystawa poplenerowa – prezentacja dyptyku „Lubiatów Score’19” oraz wykonanie etiud na trąbkę i instrumenty perkusyjne – Ośrodek MASTER, Lubiatów.
- Udział w wystawie - Krakowskie Spotkania Artystyczne 2019 DIALOGI – malarstwo, rzeźba, rysunek, - prezentacja wielkoformatowego tryptyku z cyklu Energy Flows – „RED TRANSFORMATIONS ’91” - Wystawa główna PAŁAC SZTUKI, Kraków.
- Prawykonanie utworu graficznego Bogusława Schaeffera „ABSTRA”(2004) wers.#001 (3’-13’), na trąbkę solo, przetwarzaną komputerowo i projekcję grafiki /wykonanie: CzeT Minkus – trąbka, Marek Chołoniewski – komputer/ - Bogusław Schaeffer in Memoriam GLOSPAT 719 – Centrum Sztuki Współczesnej SOLVAY, Kraków.
- Widowisko muzyczne  „NA STYKU DWÓCH NIESKOŃCZONOŚCI”  /scen. reż.: Adam Maj, narracja filmowa: Jerzy Grębosz, teksty muz.: Krzysztof Niewrzęda,  muz. Józef Skrzek – fortepian, instr. elektroniczne, wokal, Mirosław Muzykant – instr. perkusyjne, CzeT Minkus – trąbka elektryczna, Julia i Wiktoria Minda – saksofon, obój, Ela Skrzek – śpiew,  Chór I LO im. B. Nowodworskiego – dyr. Ryszard Źróbek,  prod. Instytut Fizyki Jądrowej PAN/ 45. ZJAZD FIZYKÓW POLSKICH – Auditorium Maximum UJ – Kraków. Wystawa główna PAŁAC SZTUKI, Kraków
- Udział w wystawie „MOST/HID II”  ZPAP OK –  ART WORLD HUNGARY EGYESULET, prezentacja wielkoformatowego tryptyku z cyklu Energy Flows – „Red transformations’91” – Szechenyi Istvan University of Gyor - Węgry.
- 2020:
- Udział w Wystawie Małych Form Malarskich „MAŁY FORMAT 2020” ZPAP OK, - obraz „Odwrócenie_REVERSAL 01” – Galeria Sztuki RAVEN w Krakowie. /także prezentacja w formacie online – katalog wystawy/
- „The Quarantine Concerts – CzeT MINKUS – CoV Solo I, II, III” cykl solowych koncertów muzyczno – transmedialnych, realizowanych w warunkach domowego studia, on line. Trzy kompozycje na trąbkę solo, sampler, procesory dźwiękowe, komputer oraz audiowizualne media elektroniczne. / PARTNERSTWO DLA MUZYKI 2.0./  Premierowe emisje na internetowej platformie Krakowskiego Biura Festiwalowego /KBF/.
- Plener malarsko – rzeźbiarski na Helu - JURATA 2020 – wystawa poplenerowa – prezentacja dyptyku „HEL-JURATA SCORE’20” oraz wykonanie etiud na trąbkę i obiekty wizualne – Jurata 2020.
- KRA2020 /Krakowskie Rezydencje Artystyczne/ - Wykład: Kompozycje muzyczno-transmedialne 1990 – 2020, wraz z wykonaniem sekwencji kompozycji „Music for Dogs#” na trąbkę solo i video-partytury oraz udział w wystawie – obraz „Score 8 ½ - KraCoV20” – Międzynarodowe Centrum Kultury – Kraków. /prezentacja w formacie online – katalog wystawy/
- Stypendium artystyczne /Kraków – KULTURA ODPORNA/ realizacja projektu „MONADY_CoV19” (cykl obrazów – partytur) – Kraków.
- REZYDENCJE ARTYSTYCZNE i wsparcie pracy twórczej w domach – realizacja i prawykonanie kompozycji muzyczno – transmedialnej „RELACJE – CoV20 – For T.S.” poświęconej wspomnieniom relacji autora z Tomaszem Stańko. Projekt zrealizowany został w warunkach domowego studia w Krakowie, we współpracy - online z Tadeuszem Sudnikiem /instr.elektroniczne, samle/. Utwór na trąbki przetwarzane elektronicznie, instr. elektroniczne, głos /fragm.nagr. T. Stańko/, sample i projekcje partytur graficznych. Premierowa emisja online /20.12.2020./ na kanale YouTube.
- Udział w wystawie JUBILEUSZE 2020 ZPAP OK /CzeT MINKUS, Marek PALUCH, Andrzej BĘBENEK/ – Cykl 10 obrazów „Monady_CoV19” + Autoportret + Generator Ustawień Aleatorycznych /GUA/ - Galeria Pryzmat, Kraków. /emisje rejestracji video z otwarcia wystawy, w domenie internetowej - online/
- 2021:
- Udział w wystawie LENS OF ART – MALARSTWO /CZET MINKUS, MAREK PALUCH/ - prezentacja cyklu 10 obrazów „Monady_CoV19” + Autoportret + Generator Ustawień Aleatorycznych /GUA/ oraz wykonanie etiudy na trąbkę solo i obiekty–partytury wizualne - K&K Art Galeria – Warszawa. /emisje rejestracji video z otwarcia wystawy, w domenie internetowej - online/
- Realizacja dwóch kompozycji video-elektroakustycznych „Cz.T.MINKUS_Etiuda na jedno uderzenie w DZWON Z.’21” /#01 (02’45’’), #02 (02’45’’)/ - w ramach obchodów 500-lecia, wawelskiego Dzwonu Zygmunta w Krakowie, dedykowanych również Włodzimierzowi Kotońskiemu (autorowi pierwszej polskiej kompozycji elektroakustycznej „Etiuda na jedno uderzenie w talerz” zrealizowanej w Studio Eksperymentalnym Polskiego Radia SEPR w Warszawie w 1959 r.) – Kraków.
- Udział w wystawie „LETTRA - Kraków 2021_ZNAK/LITERA” – prezentacja 3 partytur graficznych – Cz.T.Minkus_PUNCTATUS-798 for trumpet & electronics (1,2,3) + pierwsze,  autorskie wykonanie kompozycji „PUNCTATUS-798” (trąbka solo przetworzona elektronicznie) – BIBLIOTEKA JAGIELLOŃSKA – Kraków.
- Udział w Wystawie Małych Form Malarskich „MAŁY FORMAT 2021” - obraz „Alchemia miejsca i czasu (Jaroslau)” – Galeria Sztuki RAVEN w Krakowie.
- Udział w wystawie towarzyszącej jubileuszowi 110-lecia ZPAP – ARKA NADZIEI ARTYSTÓW – Art Meeting Tomaszowice 2021 – Cykl Obrazów „MONADY_CoV19 (E7, F9, E8, F10)” – Galeria Panorama, Dwór w Tomaszowicach.
- Realizacja i premierowe wykonanie autorskiego spektaklu muzyczno – transmedialnego „LEM_KONSTELACJE’21” na solistów,  zespół elektroakustyczny,  głosy, wokalizy (chór),  sekwencje aktorskie,  video-scores,  obiekty – instalacje sceniczne oraz przestrzenne projekcje filmowe, świetlne i audio. /CzeT Minkus - scenariusze, libretto, kompozycja, reżyseria, koncepcje video-art, instalacji-obiektów scenicznych, aranżacje przestrzeni performatywno - audio – wizualnej/.   W wykonaniu MINKUS-TMAexplorers #: CzeT Minkus – trąbki, elektronika, sample, prowadzenie, Leszek Żądło – saxofony, Joachim Mencel – lira korbowa, elektronika, Marek Chołoniewski – live electronics, Mariusz Czarnecki – rytmiczne instrumenty elektroniczne, sample, Krystian Jaworz – elektroniczne instrumenty klawiszowe, elektronika, sample, Chór: Olga Szwajgier –sopran, Łucja Czarnecka –sopran, Bożena Boba-Dyga –wokalizy-głosy, Marcin Wolak – bas-baryton, Grupa performerska: Julia Dyga, Natalia Maczyta-Cokan, Maciej Cymorek –akcje sceniczne, VJ: Paweł Weremiuk – grafika, video animacje 3d, projekcje,  Audio: Andrzej Czop „Czoper” –projekcje dźwiękowe 3d, audio mix.   Zrealizowano w ramach obchodów „LEM 2021-100 rocznica urodzin” – Teatr KTO, Kraków.       https://www.youtube.com/watch?v=zKEVW47UtQI&t=3s
- 2022:
- Realizacja i prawykonanie autorskiej kompozycji muzycznej „PEAN dla Ukrainy /Część I – INTRO/” na trąbkę, flugelhorn, elektronikę, głosy, sampler (wykonanie: Czesław CzeT Minkus) – /Wernisaż wystawy Mariana Figla – Nuklearny spokój geometrii/ - Galeria OTWARTA PRACOWNIA, Kraków.
- Udział w 3 KRAKOWSKICH SPOTKAŃ ARTYSTYCZNYCH 2022 – TERYTORIA, Struktury powiązań, sztuka interdyscyplinarna – prezentacja CzeT Minkus „CAŁUN – I /Struktury splotów 1-2/ 2022” Obraz Przestrzenny – technika własna, tusz, kalka, plexi, drewno, 120 x 120 cm. /Biała Galeria Centrum NCK/.
- Premierowe wykonanie autorskiej kompozycji > Czet Minkus „PEAN dla Ukrainy /Część I wers.2/” na trąbkę, flugelhorn, elektronikę, głosy, sampler. /Sala Teatralna NCK/. 27.05.2022. – Nowohuckie Centrum Kultury, Kraków.      https://www.youtube.com/watch?v=W4dyEaE3aZI
- Stowarzyszenie Artystyczne Muzyka Centrum Art Society - Strefa 622 - 45-lecie Muzyka Centrum 45th Anniversary: prawykonanie kompozycji muzyczno-transmedialnej – CzeT MINKUS „SPH.PUNCTATUS - IV”  na trąbkę przetwarzaną elektronicznie, sampler, video  projekcje, partyturę baletową, zaaranżowaną przestrzeń wizualną > CzeT MINKUS oraz ruch baletowy, live choreography > Iliana ALVARADO,  /W projekcjach filmowych zostały wykorzystane materiały video z wcześniejszych wykonań SPH. PUNCTATUS (I – II – III) oraz fotografie, autorskie szkice, projekty graficzne, itp./ - Centrum Sztuki Współczesnej (CSW) Solvay, Kraków.
- 3 KRAKOWSKIE SPOTKANIA  ARTYSTYCZNE 2022 – TERYTORIA – Covidoki 2, multimedia  > Prezentacja: CzeT MINKUS „TIME SYMPHONY – IV (2022)” – Przestrzenna instalacja-obiekt audiowizualny  200x200x200 /wielokanałowe  projekcje a.v./ oraz udział w FINISSAGE koncert Plejrek 332 /Bożena Boba-Dyga, Marek Chołoniewski, Inessa Haiduk, Michał Jandura, Aleksander Janicki, Piotr Madej, Edyta Mąsior, Czesław CzeT Minkus, Justin Quilling, Andrii Sacheva, Łukasz Stefański, Leszek Hefi Wiśniowski, Jin Woo/ - PAŁAC SZTUKI, Kraków.
- Udział w Międzynarodowym Sympozjum i Wystawie multimedialnej HRANICEUM 2022 – Prezentacja Obrazów-Partytur oraz wykonanie etiud na trąbkę solo „Hranice Score’22” – Zamek w Hranicach – Czechy.
- Kompozycja muzyczno - transmedialna - Cz.T.Minkus „DEPARTURES / ARRIVALS - Intro 01 Kr.’22” na trąbkę, flugelhorn, elektronikę, sampler, klawiszowe instrumenty elektroniczne oraz projekcje wizualne - (10’-12’), Michniowiec – Kraków.
- Plener malarsko – rzeźbiarski na Półwyspie Helskim - JURATA 2022 – wystawa poplenerowa – prezentacja Obrazów „JURATA SCORE ’22 (I – II)” oraz wykonanie etiud na trąbkę solo i obiekty - przestrzenno wizualne z towarzyszeniem instrumentów perkusyjnych – Hel - Jurata 2022.
- Czesław CzeT Minkus - „PEAN dla Ukrainy /Część I wers.3/” ~ 13’ na trąbkę, flugelhorn, elektronikę, głosy, sampler, projekcje wizualne 360⁰.   Utwór powstał na przełomie marca i kwietnia 2022 r. wpisując się w kontekst współczesnej historii – dramatu zbrodni rosyjskich dokonywanych na narodzie Ukraińskim, nadając mu szczególne piętno emocjonalne i dodatkowy, inny wymiar kompozycji. - 30. Festiwal Audio Art - koncert CIME/PSeME/SME - 24 listopada, 2022, HEVRE Kraków.
- Udział w wystawie - VIII Bożonarodzeniowy SALON – PAŁAC SZTUKI,  prezentacja Obrazów: Cz.T.Minkus - ENERGY FLOWS /TRIADA – Yellow, Black, Blue/  Oil on Canvas – TPSP PAŁAC SZTUKI – Kraków.
- 2023:
- Wykonanie utworu  Cz.T.Minkus - „RETREAT” na trąbkę solo przetwarzaną elektronicznie i audiotrack – Wystawa „IZRAEL-2022” – Galeria „PRYZMAT”, Kraków.
- Udział w Wystawie Małych Form Malarskich „MAŁY FORMAT 2023” - obraz „NOKTURN 014” – Galeria Sztuki RAVEN w Krakowie.
- Realizacja i prawykonanie kompozycji muzyczno-transmedialnej - Czesław CzeT MINKUS „PEAN dla Ukrainy IV '23” na trąbkę przetwarzaną elektronicznie, flugelhorn, sampler, klarnet basowy, elektryczne piano Rhodes, lirę korbową, kontrabas, głosy oraz zintegrowane projekcje wizualne i audio 360°.  /MINKUS-TMAexplorers#: CzeT MINKUS, Dominika CZACHOR, Joachim MENCEL, Marcin OLEŚ, Paweł WEREMIUK, Andrzej CZOP Czoper/ - Klub HEVRE, Kraków. https://www.facebook.com/TransMediaArtCentrum/videos/206927468954573
- Kompozycja muzyczno - transmedialna - Cz.T.Minkus „WINDOWS Score ’23” na trąbkę, flugelhorn, fortepian, flety, głosy, elektronikę, oraz projekcje wizualne - (~18’), Sanatorium PZL Mielec – Krynica Zdrój.
- Realizacja i prawykonanie kompozycji muzyczno – transmedialnej - Czesław CzeT MINKUS solo „SFERobroty’23” na trąbkę, flugelhorn, elektronikę, sampler oraz projekcje animacji filmowych 3D.   /Video animacje – Paweł WEREMIUK/ Konferencja SFERA 21.10.2023 - Sala Koncertowa Akademii Muzycznej im. Krzysztofa Pendereckiego w Krakowie.
- Udział w koncercie GrupLab – Plejrek 380 (2023) w opcjonalnym składzie: Marek CHOŁONIEWSKI, Krzysztof GAWLAS, Czesław CzeT MINKUS, Leszek Hefi WIŚNIOWSKI, Piotr MADEJ > w ramach Konferencji SFERA - Sala Koncertowa Akademii Muzycznej im. Krzysztofa Pendereckiego w Krakowie.
- Wykonanie kompozycji muzyczno – transmedialnej - Czesław CzeT MINKUS solo „SFERobroty ’23 wers II” na trąbkę, flugelhorn, elektronikę, sampler oraz projekcje animacji filmowych 3D. /Video animacje – Paweł WEREMIUK/ Otwarcie konferencji popularno-naukowej Kopernikaria – Aula Główna Uniwersytetu Komisji Edukacji Narodowej w Krakowie.